# AI-boom
Een AI-boom is een afkorting van artifical intelligence boom (het laatste woord is dus het Engelse boom). Het is een periode van snelle vooruitgang op het gebied van kunstmatige intelligentie (of artificiële intelligentie; AI). Tijdens een AI-boom worden veel nieuwe ideeën en technieken ontwikkeld. Ook wordt er veel geld geïnvesteerd in kunstmatige intelligentie. Ten grondslag hieraan liggen technologische doorbraken en investeringen van overheden en bedrijven.
Volgens verschillende experts op het gebied van kunstmatige intelligentie zou de mensheid sinds midden jaren 2000 in de derde AI-boom zitten. Volgens AI-ontwikkelaar Yutaka Matsuo begon de derde AI-boom in 2013.

## Tijdlijn
- De eerste AI-boom begon eind jaren 1950 met de Dartmouth Conference,[5] die algemeen wordt beschouwd als het oprichtingsmoment van kunstmatige intelligentie als onderzoeksgebied.[7] Tijdens deze eerste AI-boom werd er veel onderzoek gedaan naar manieren om computers problemen op te laten lossen. Wetenschappers richtten zich vooral op zoeken en inferentie. Dit betekent dat computers oplossingen probeerden te vinden door simpelweg allerlei mogelijkheden uit te proberen en te kijken welke het beste werkte. Ze hielden hierbij rekening met verschillende keuzes die tijdens het probleem konden ontstaan en zochten naar de snelste manier om een oplossing te vinden. Er werden verder AI-algoritmen ontwikkeld zoals de zoekboom, planning en neurale netwerken. Deze konden eenvoudige problemen, zoals doolhoven of schaken, oplossen. Maar bij ingewikkeldere, echte problemen kwamen de computers in de problemen. Er waren te veel mogelijke oplossingen om door alles heen te zoeken, en de computers hadden niet genoeg kracht om dat allemaal te doen. Omdat de verwachtingen niet werden waargemaakt, stopte de interesse in kunstmatige intelligentie in de jaren 1960 en 1970. Dit leidde tot het einde van de eerste AI-boom.[5]
- De tweede AI-boom begon in de jaren 1980. De interesse in AI groeide sterk, vooral door expertsystemen. Bedrijven investeerden miljarden in AI en dankzij de opkomst van personal computers werden deze systemen breed ingezet. Er ontstonden nieuwe AI-bedrijven en programmeertalen zoals Lisp en Prolog. Tegen het einde van de jaren 1980 daalde de interesse omdat AI niet voldeed aan de hoge verwachtingen. Dit leidde tot een periode van minder investeringen. Dit betekende het einde van de tweede AI-boom.[8]
- In de derde AI-boom worden machine learning, deep learning en genetische algoritmes gezien als de belangrijkste technologieën. Daarnaast worden voorspellingen, prognoses, data-analyse, foutdiagnose en patroonherkenning als belangrijke gebieden beschouwd.[9]

## Gerelateerde begrippen
Het tegengestelde van een AI-boom is een AI-winter; een periode die juist wordt gekenmerkt door bezuinigingen op het onderzoek en de ontwikkeling van kunstmatige intelligentie. De kans hierop is het grootst na een periode van overmatige verwachtingen en teleurstellingen over de prestaties van AI-systemen.